# Amber Heard
Pour les articles homonymes, voir Heard.
Amber Heard [ˈæmbɚ ˈhɝd], née le 22 avril 1986 à Austin aux États-Unis, est une actrice et productrice américaine.
Elle reçoit pour la première fois un rôle principal dans le film d'horreur All the Boys Love Mandy Lane (2006) puis joue dans des films tels que The Ward (2010) et Drive Angry. Elle a également joué le second rôle dans Pineapple Express, Never Back Down (2008), The Joneses, Machete Kills, Magic Mike XXL ou encore The Danish Girl, mais aussi dans des séries télévisées telles que Hidden Palms et The Stand.
Amber Heard fait partie de l'Univers cinématographique DC depuis 2017, jouant Mera dans Justice League, Aquaman et Aquaman and the Lost Kingdom, lui permettant d'acquérir une notoriété mondiale. Elle a également été une ambassadrice de l'American Civil Liberties Union (ACLU) pour les droits des femmes et a été « Défenseur des droits de l'homme » pour la campagne Stand Up for Human Rights du Haut-Commissariat des Nations Unies aux droits de l'homme.
Elle connaît entre 2020 et 2022 une bataille judiciaire médiatisée contre son ex-époux, Johnny Depp. Ils s'accusent mutuellement de violences conjugales et de diffamation.

## Biographie

### Jeunesse et formation
Amber Laura Heard naît le 22 avril 1986 à Austin au Texas. Son père, David Clinton Heard, est entrepreneur, et sa mère, Patricia Paige, est fonctionnaire.

### Carrière
Elle poursuit sa scolarité jusqu'à la junior year (première) à St. Michael's Catholic Academy à Austin. L'adolescente est active dans l'activité théâtre de son école et apparaît dans des publicités locales. À seize ans[précision nécessaire], sa meilleure amie décède dans un accident de voiture ; à la suite de cet événement, Amber Heard, qui a été élevée dans la religion catholique, se déclare athée. L'année suivante, n'étant plus à l'aise dans le " Texas conservateur et craignant Dieu ", Heard abandonne son lycée catholique pour se lancer à dix-sept ans dans le mannequinat à New York. Mais, « déçue par le métier », elle s'installe à Los Angeles pour commencer une carrière d'actrice.

### Débuts (2004-2007)
Une fois arrivée à Los Angeles, elle tourne dans plusieurs séries télévisées en 2004, notamment dans Jack et Bobby, La Famille Carver et une brève apparition dans Newport Beach dans le rôle d'une vendeuse. La même année, elle fait ses débuts au cinéma dans le drame sportif Friday Night Lights de Peter Berg, dans lequel elle incarne Maria.
Elle enchaîne les seconds rôles dans plusieurs films dont SideFX, Alpha Dog de Nick Cassavetes et L'Affaire Josey Aimes de Niki Caro.

### Révélation (2007-2009)

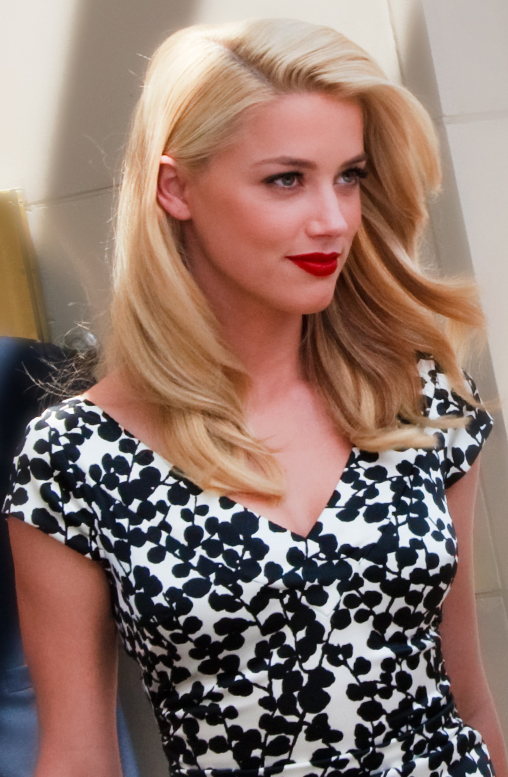
Amber Heard au TIFF 2009, pour la présentation de la satire La Famille Jones.

Elle tient le rôle de Greta Matthews dans la série télévisée Hidden Palms : Enfer au paradis. Bien qu'ayant rencontré peu de succès lors de sa diffusion, la série permet à Amber Heard de se faire connaître du grand public.
Au cinéma, elle obtient pour la première fois un premier rôle en 2006 : celui de Mandy Lane dans le film d'horreur All the Boys Love Mandy Lane qui est un succès. En 2007, après être apparue dans le court-métrage Day 73 with Sarah, elle joue dans le film Remember the Daze (ou The Beautiful Ordinarye). Elle tourne également dans un épisode de la série télévisée Californication.
L'année 2008 marque son apparition dans deux succès commerciaux : Never Back Down et Délire Express, produite par Judd Apatow. Ce qui lui permet d'être exposée médiatiquement.

### Confirmation (2009-2013)
En 2009, Amber Heard joue dans ExTerminators, Le Beau-père avec Penn Badgley, La Famille Jones, ainsi que dans la comédie horrifique Bienvenue à Zombieland. Ce film est son premier projet à être bien reçu par la critique depuis Friday Night Lights.
L'année suivante, elle se lance dans la production avec le remake du film de 1970 And Soon the Darkness. Elle tourne ensuite dans The Ward : L'Hôpital de la terreur de John Carpenter, dans Hell Driver et enfin, dans Rhum Express aux côtés de Johnny Depp. Ces trois films sortent en salles en 2011, mais tous échouent commercialement.
En 2013, le techno-thriller Paranoia de Robert Luketic et le film d'action Machete Kills de Robert Rodriguez sont des nouveaux échecs critiques et commerciaux mais bénéficient du statut de film culte.

### Vers des rôles plus exposés (2014-2022)

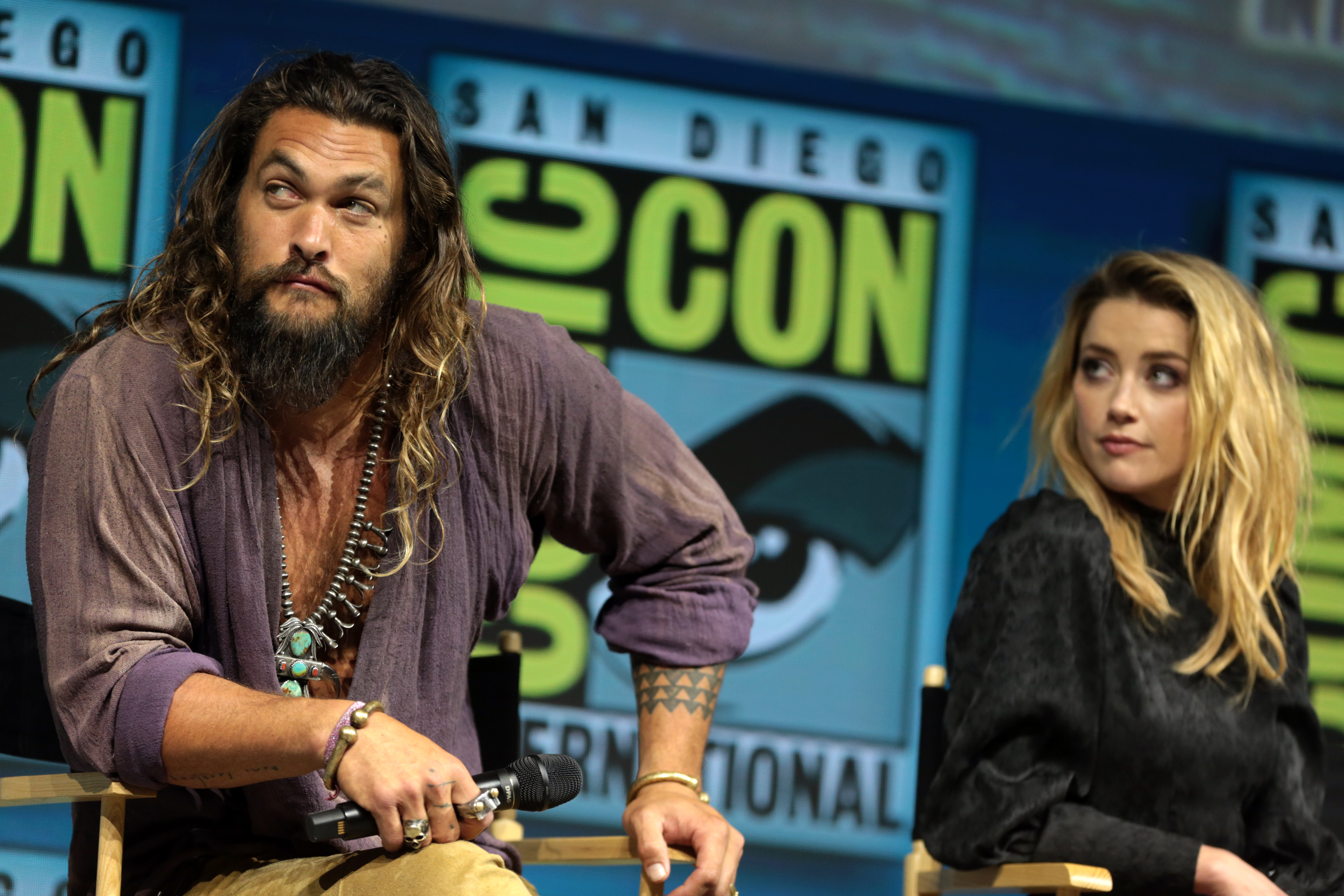
Amber Heard et Jason Momoa pour la promotion d’Aquaman au San Diego Comic-Con 2018.

L'année 2014 lui permet de convaincre au box-office mondial.
Elle joue dans 3 Days to Kill, un film d'action franco-américain avec Kevin Costner et réalisé par l'américain McG. En 2015, elle est à l'affiche de la suite de Magic Mike : Magic Mike XXL aux côtés de Channing Tatum.
En 2016, elle participe au biopic Danish Girl réalisé par Tom Hooper, qui reçoit plusieurs nominations aux Oscars.
Enfin, en 2017, elle est choisie par les studios Warner pour rejoindre l'univers cinématographique DC. Elle prête ses traits au personnage de Mera dans le blockbuster Justice League de Zack Snyder, puis dans Aquaman, sous la direction de James Wan, sorti le 21 décembre 2018.
En 2021, la Warner lui confie de nouveau le rôle de Mera dans Aquaman 2, malgré une pétition recueillant plus de 4,6 millions de signatures demandant qu'on lui retire le rôle.

## Vie privée

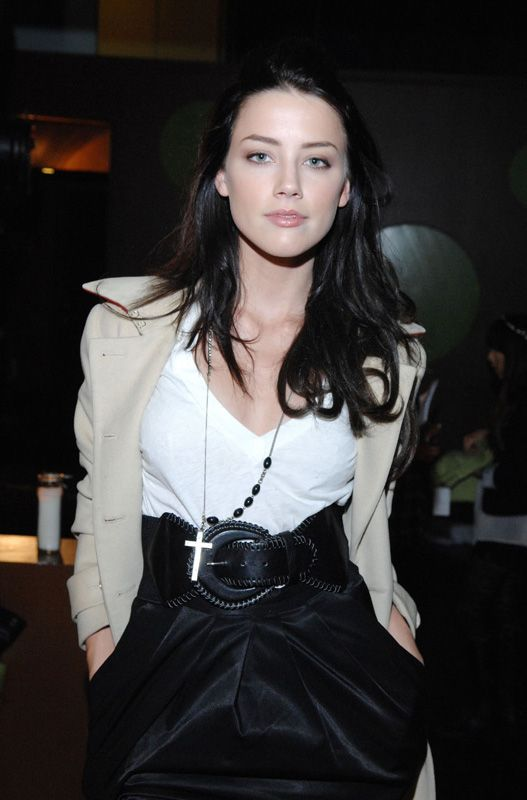
Amber Heard en 2009.

En décembre 2010, lors de la soirée en l'honneur des 25 ans de l'Alliance gay et lesbienne contre la diffamation, elle annonce publiquement sa bisexualité et présente l'artiste peintre Tasya van Ree (en), sa compagne depuis 2008. En septembre 2009, à Seattle, Heard est arrêtée pour de « probables voies de fait et violence conjugale » après avoir frappé le bras de Tasya à l’occasion d'une dispute. Le procureur ne prononce toutefois pas d’inculpation et les poursuites sont rapidement abandonnées parce que les deux femmes sont des résidentes de la Californie. Tasya Van Ree prend la défense de son ex-petite amie à plusieurs reprises dans cette affaire, en affirmant qu'Amber Heard avait été accusée à tort et que les faits avaient été sur-interprétés dans un but sensationnaliste.
Heard se marie le 3 février 2015 à Los Angeles avec l'acteur Johnny Depp, qu'elle a rencontré sur le tournage de Rhum Express, et qu'elle commence à fréquenter en 2012. Mais en mai 2016, elle demande « le divorce pour violences conjugales ».
Elle officialise sa relation avec le milliardaire Elon Musk le 24 avril 2017 en postant une photo sur Instagram. En août, ils annoncent leur rupture.
En 2019, elle a une relation avec le marchand d'art new-yorkais Vito Schnabel puis avec le réalisateur Andy Muschietti,.
De janvier 2020 à décembre 2021, elle fréquente la directrice de la photographie Bianca Butti.
En 2020, Johnny Depp perd son procès en diffamation contre le tabloïd anglais The Sun qui l'accusait de violences conjugales. Le procès est extrêmement médiatisé. Cette diffusion intense s'accompagne par ailleurs d'une vague de haine et de cyberharcèlement contre l'actrice comme le documente l'analyste Christopher Bouzy (en) dans le documentaire Johnny vs Amber. Il déclare par exemple qu'environ 6 000 faux comptes visant Amber Heard ont été identifiés début 2020 sur Twitter, ce qui s'apparente selon lui à une « campagne de calomnie très coordonnée ». Johnny Depp affirme qu'Amber Heard avait entamé sa relation avec Elon Musk avant leur divorce, voire juste après leur mariage, et qu'il s'agissait, ce dont se défend le milliardaire, d'une relation à trois avec Cara Delevingne. Il l'accuse également de l'avoir trompé avec James Franco.
En 2022, a lieu un nouveau procès en Virginie aux États Unis, procédure lancé par Johnny Depp pour diffamation concernant les accusations de violence par Amber Heard, arguant qu’il n’avait pu être présent à celui du Royaume Uni. Il réclame 50 millions de dollars. À l’issue de ce procès, Amber est reconnue coupable et condamnée à verser la somme de 10,35 millions de dollars, tandis que Johnny Depp, condamné pour des propos diffamatoires, est condamné à lui payer 2 millions de dollars,. Finalement, les deux parties s’accordent sur une somme de un million de dollars versée par Heard à Depp, mettant ainsi fin aux procédures d'appel.
Le 8 avril 2021, à l'âge de 35 ans, elle devient mère d'une fille : Oonagh Paige Heard, née d'une mère porteuse,.
En mai 2022, Amber Heard quitte Hollywood pour Madrid en Espagne.
Le 11 mai 2025, à l'occasion de la fête des Mères, elle annonce sur Instagram avoir accueilli des jumeaux, Agnes et Ocean.

## Filmographie

### Cinéma

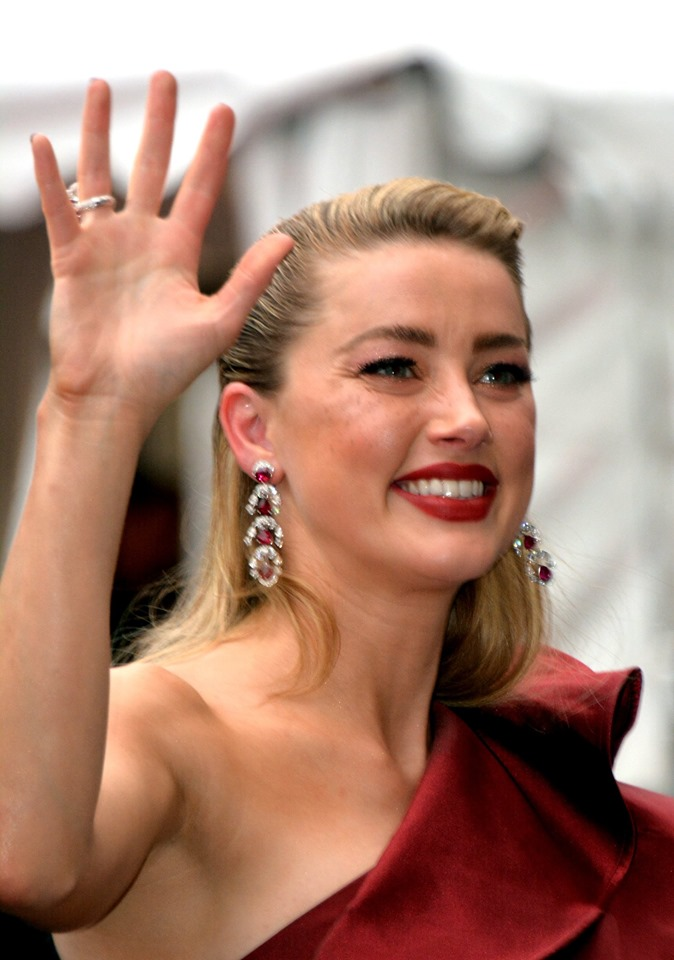
Amber Heard lors du Festival de Cannes 2019

- 2004 : Friday Night Lights de Peter Berg et Josh Pate : Maria
- 2005 : SideFX de Patrick Johnson : Shay
- 2005 : Sexy à mort (Drop Dead Sexy) de Michael Philip : Candy
- 2005 : L'Affaire Josey Aimes (North Country) de Niki Caro : Josey Aimes jeune
- 2006 : Alpha Dog de Nick Cassavetes : Alma
- 2006 : Price to Pay de Michael McCready : Trish
- 2006 : All the Boys Love Mandy Lane de Jonathan Levine : Mandy Lane
- 2007 : You Are Here de Henry Pincus : Amber
- 2007 : Day 73 with Sarah (court métrage) de Brent Hanley : Mary
- 2007 : The Beautiful Ordinary (en) de Jess Manafort : Julia Ford
- 2008 : Never Back Down de Jeff Wadlow : Baja Miller
- 2008 : Délire Express (Pineapple Express) de David Gordon Green : Angie Anderson
- 2008 : Informers (The Informers) de Gregor Jordan : Christie
- 2009 : Sundance Skippy (documentaire) de Mark Finch Hedengren : elle-même
- 2009 : ExTerminators de John Inwood : Nikki
- 2009 : La Famille Jones (The Joneses) de Derrick Borte : Jenn
- 2009 : Bienvenue à Zombieland (Zombieland) de Ruben Fleischer : 406
- 2009 : Le Beau-père (The Stepfather) de Nelson McCormick : Kelly Porter
- 2010 : The River Why (en) de Matthew Leutwyler (en) : Eddy
- 2010 : And Soon the Darkness de Marcos Efron : Stephanie - également coproductrice
- 2010 : The Ward : L'Hôpital de la terreur de John Carpenter : Kristen
- 2011 : Hell Driver (Drive Angry 3D) de Patrick Lussier : Piper
- 2011 : Rhum Express (The Rum Diary) de Bruce Robinson : Chenault
- 2013 : Syrup (en) d’Aram Rappaport : 6
- 2013 : Paranoia de Robert Luketic : Emma Jennings
- 2013 : Machete Kills de Robert Rodriguez : Miss San Antonio
- 2014 : 3 Days to Kill de McG : Vivi Delay
- 2015 : Beyond Lies (The Adderall Diaries) de Pamela Romanowsky (en) : Lana Edmond
- 2015 : Magic Mike XXL de Gregory Jacobs : Zoé
- 2016 : The Danish Girl de Tom Hooper : Oola
- 2016 : One More Time de Robert Edwards : Jude
- 2017 : Justice League de Zack Snyder : Mera
- 2018 : Aquaman de James Wan : Mera
- 2018 : Séduction fatale (London Fields) de Mathew Cullen : Nicola Six
- 2021 : Zack Snyder's Justice League de Zack Snyder : Mera
- 2023 : Aquaman et le Royaume perdu (Aquaman and the Lost Kingdom) de James Wan : Mera
- 2023 : In the Fire (en) de Conor Allyn (en) : Grace Burnham[32]

### Télévision
- 2004 : Jack et Bobby (série télévisée) : Liz (saison 1, épisode 1)
- 2004 : La Famille Carver (The Mountain) (série télévisée) : Riley (saison 1, épisode 8)
- 2005 : Newport Beach (The O.C.) (série télévisée) : une vendeuse (saison 2, épisode 15)
- 2006 : The Prince (téléfilm) : Serena
- 2006 : Esprits criminels (Criminal Minds) (série télévisée) : Lila Archer (saison 1, épisode 18)
- 2007 : Hidden Palms : Enfer au paradis (Hidden Palms) (série télévisée) : Greta Matthews (saison 1, 8 épisodes)
- 2007 : Californication (série télévisée) : Amber (saison 1, épisode 8)
- 2011 : The Playboy Club (série télévisée) : Maureen (saison 1 annulée en cours : 3 épisodes tournés sur 7 prévus)
- 2020 : Le Fléau (The Stand) : Nadine Cross[33]

## Distinctions

### Nominations
- 2018 : Golden Schmoes Awards de la meilleure T&A de l'année dans un film fantastique pour Aquaman (2018) pour le rôle de Mera.
- 2019 : MTV Movie + TV Awards du meilleur baiser dans un film fantastique pour Aquaman (2018) partagé avec Jason Momoa.
- 45e cérémonie des Saturn Awards 2019 : Meilleure actrice dans un second rôle dans un film fantastique pour Aquaman (2018) pour le rôle de Mera.
- 21e cérémonie des Teen Choice Awards 2019 : Meilleure actrice dans un film fantastique pour Aquaman (2018) pour le rôle de Mera.